# Чодраял (Іштимбальське сільське поселення)
Чодрая́л (рос. Чодраял, марій. Чодыраял) — присілок у складі Куженерського району Марій Ел, Росія. Входить до складу Іштимбальського сільського поселення.

## Населення
Населення — 70 осіб (2010; 70 у 2002).
Національний склад (станом на 2002 рік):
- марі — 100 %